# Honda XL1000V Varadero
Honda XL1000V Varadero är en "dual-sport"-motorcykel från Honda. Den lanserades 1999. Motorcykeln har egenskaper som passar för såväl långresor på väg som "off road" i begränsad omfattning. Det finns också en mindre 125 cm³ modell, XL125V Varadero.

## XL1000VA
Honda:s flaggskepp inom "Adventure Touring" är XL1000V Varadero som har en 996 cm³ tvåcylindrig V-motor. Honda introducerade Varadero vid motorcykelmässan i München 1998 som en 1999 års modell. Motorns uppbyggnad baseras på Honda VTR1000F Firestorm/Superhawk. Kategorin "Adventure" avser motorcyklar som har konstruerats för långa resor med grundläggande "off-road"-egenskaper. Benämningen "Adventure" används av Honda till skillnad från "Dual Sport" som för Honda XR650L.
Alla modeller har en vattenkyld motor. 2001 införde Honda tändsystemet HISS (Honda Ignition Security System) som väsentligen är ett stöldskyddssystem liknande de som används i bilar.
År 2001 flyttades produktionen av Varadero till Hondas:s fabrik, Montesa, utanför Barcelona i Spanien där produktionen fortgår.
För modellen 2003 fick Varadero några större förändringar, inklusive bränsleinsprutning, en växellåda med sex växlar samt en ny instrumentpanel. I och med detta förbättrades vridmoment och bränsleförbrukning. År 2004 infördes ABS, låsningsfria bromsar, som numera ingår som standard på många marknader som en del av Honda:s säkerhetstänkande.
Varaderon är möjlig att strypa ner till klass A2 (35 kW) eftersom dess ursprungseffekt inte överstiger 70 kW. Dock bör man ta i beaktande att Varaderon trivs bäst på lite högre varv varför den inte är den optimala motorcykeln att strypa.